# Love Symbol Album
Love Symbol Album è il quattordicesimo album da studio del cantante e musicista statunitense Prince, pubblicato nel 1992 dalle etichette Paisley Park Records e Warner Bros. Records.
Nei titoli e nei testi delle canzoni il pronome "I" viene sostituito dal simbolo "👁" la cui traslitterazione corrisponde ad "eye".
Questo tipo di modifica nel significante non va tuttavia a modificare il significato: eye infatti suona come I, "io".
Questa operazione di slang è una sperimentazione squisitamente personale di Prince, cominciata già nel decennio degli anni 80 con l'uso di U al posto di you - vero e proprio marchio di fabbrica dell'artista.
Occorre notare anche come l'uso di eye al posto di I appare per la prima volta - almeno in termini di uscita ufficiale - in Lovesexy, nel brano Eye No (che sta per I Know).

## Tracce
1. My Name Is Prince (Prince, Tony Mosley) – 6:39
2. Sexy MF (Prince, Levi Seacer, Jr., Tony Mosley) – 5:25
3. Love 2 the 9's – 5:45
4. The Morning Papers – 3:57
5. The Max – 4:30
6. Segue (parola detta da Prince e Kirstie Alley) – 0:21
7. Blue Light – 4:38
8. Eye Wanna Melt With U – 3:50
9. Sweet Baby – 4:01
10. The Continental – 5:31
11. Damn U – 4:25
12. Arrogance – 1:35
13. The Flow (Prince, Tony Mosley) – 2:26
14. 7 (Prince, Lowell Fulsom, Jimmy McCracklin) – 5:13
15. And God Created Woman – 3:18
16. 3 Chains o' Gold – 6:03
17. Segue (parola detta da Prince e Kirstie Alley) – 1:30
18. The Sacrifice of Victor – 5:41

## Classifiche

### Classifiche settimanali
| Classifica (1992) | Posizione massima |
| ----------------- | ----------------- |
| Australia         | 1                 |
| Austria           | 1                 |
| Canada            | 16                |
| Francia           | 4                 |
| Germania          | 5                 |
| Italia            | 5                 |
| Norvegia          | 10                |
| Nuova Zelanda     | 4                 |
| Paesi Bassi       | 6                 |
| Regno Unito       | 1                 |
| Stati Uniti       | 5                 |
| Stati Uniti (R&B) | 8                 |
| Svezia            | 10                |
| Svizzera          | 4                 |

### Classifiche di fine anno
| Classifica (1992) | Posizione |
| ----------------- | --------- |
| Francia           | 59        |
| Italia            | 56        |
| Regno Unito       | 57        |